# 아이돌마스터 플래티넘 스타즈
《아이돌마스터 플래티넘 스타즈》(アイドルマスター プラチナスターズ 아이도루마스타 프라치나 스타즈[*], THE IDOLM@STER PLATINUM STARS)는 반다이 남코 스튜디오가 개발한 아이돌 육성 게임이다. 아이돌마스터 시리즈의 작품으로는 첫 플레이스테이션 4 전용 타이틀로 2016년 7월 28일에 출시됐다.

## 개요
플레이어는 765 프로덕션의 신인 프로듀서로, 합숙소에서 합숙중인 13명의 아이돌들과 생활하며 톱 아이돌로 이끌어 가는 것이 목적인 게임이다.
해당 작품은 다른 시리즈에서도 그러했듯 기존 시리즈의 스토리와는 연관이 없다.
이 작품에서는 PS4의 성능을 살린 다양한 신기술과 새로운 표현을 채용했다. 그 중 하나가 베리어블 툰이라는 기술로, 《아이돌마스터 2》에서 채용한 센시티브 툰에 이은 신기술이다. 툰 쉐이딩은 3D 폴리곤 모델을 일러스트와 비슷하게 표현하는 기술이지만, 그 모델에 기존 3D처럼 자세한 명암을 표현할 수 있게 되었다.
사카가미 요조 종합 프로듀서는 특히 라이브 장면의 연출에 힘을 쏟아 카메라 워크의 폭을 넓히거나 약 5만 개 정도의 관객석 야광봉의 움직임을 제어하는 등 현장감과 박력을 높이고 있다. 또한 등장하는 아이돌들의 모델링도 개선해 표정 또한 더욱 풍부하게 하여 개발중이라고 한다.
2015년 7월 18일에 개최된 《아이돌마스터》 10주년 기념 라이브 이벤트 《THE IDOLM@STER M@STERS OF IDOL WORLD!! 2015》에서 《아이돌마스터 (가제)》(アイドルマスター（仮称）)라는 이름으로 발표됐으며, 2016년 1월 26일에 패미통에서 타이틀이 정식 발표됐다.
한국어 판은 2016년 2월 13일에 개최된 《BNEK 한글화 대폭발 페스티벌》에서 발표되었으며, 이는 아이돌마스터 콘솔 게임 시리즈 사상 첫 한국어 버전이다.
패키지는 통상판과 한정판이 있으며 한정판에는 라이브 음원 CD, 한정판 전용 오리지널 의상 프로덕트 코드 등이 포함된다.

## 게임 시스템

### 프로듀스
프로듀스는 총 12주동안 진행하며, 한 시즌 (계절)마다 팬의 수에 따라서 프로듀서 랭크가 상승한다.
랭크가 상승하면 새로운 악곡을 플레이 할 수 있게 되고, 동시에 프로듀스 할 수 있는 아이돌 멤버가 늘어난다. 다만, 아이돌마스터 원 포 올처럼 프로듀스 하는 아이돌이 줄어들지는 않는다.
각 시즌이 종료되는 시점마다 올스타 라이브가 개최된다. 올스타 라이브는 프로듀스 하고 있지 않는 멤버를 포함한 13명 전원이 등장하는 라이브로, 3 곡을 연속해 플레이 하거나 메들리 악곡을 사용하는 메들리 라이브로 나뉜다.
라이브는

### 라이브
라이브는 화면 상에 나오는 버튼을 타이밍에 맞춰 누르는 리듬게임이다.
각 라이브는 일정 스코어 이상을 획득해야 클리어 할 수 있다. 라이브마다 속성이 정해져 있고 그 속성에 맞춘 의상을 입을 경우 스코어가 배로 상승하게 된다.
악세서리나 의상 등을 통하여 아이돌의 능력치를 올릴 수 있으며, 추억 어필이나 익스트림 버스트는 그 스킬을 가지고 있는 악세서리 혹은 의상을 착용하고 있을 때만 사용할 수 있다. 각 노트의 스코어는 아이돌의 어필 값으로 결정되고, 특정 노트의 경우 추억 랭크, 버스트 랭크로 스코어가 결정된다.
어필 값은 경험치를 쌓아 레벨을 올림으로써 높일 수 있으며, 버스트 랭크 및 추억 랭크는 익스트림 버스트와 추억 어필을 사용한 횟수에 따라 상승한다.
클리어 하면 팬과 머니, 경험치를 얻을 수 있으며 랜덤으로 팬에게 의상이나 악세서리, 아이템 등의 선물을 받게 된다.
팬의 수가 일정 수치에 도달할 때마다 랭크업 라이브를 진행할 수 있으며 클리어 하면 리더 자리에 있는 아이돌의 랭크가 상승한다. 랭크업 라이브는 총 3곡을 진행하며, 클리어 여부는 3곡의 스코어 총합으로 결정된다.

### 영업 및 레슨
라이브 외에 진행할 수 있는 컨텐츠로 아이돌 랭크가 오를 때마다 높은 랭크의 영업과 레슨이 해금되는 방식이다.
영업은 주사위 던지기로 진행하며, 아이돌의 추억 수 만큼 주사위를 던져 나온 눈의 합계가 일정 수를 넘어야 클리어 할 수 있는 방식의 미니게임이다.

#### 통상 영업
리더로 설정된 아이돌이 진행하는 솔로 영업. 라이브 외의 이벤트 등의 영업을 진행하여 머니를 획득할 수 있다.

#### 자금 영업
잡지나 TV 프로그램과 인터뷰를 진행한다. 팬 수가 늘어나는 대신 머니가 필요하다.

#### 레슨
아이돌의 능력치를 강화한다. 팬 수나 머니가 늘어나지는 않지만 라이브를 진행할 때 수월하도록 능력치를 높일 수 있다. 머니가 필요하다.

### 세팅
라이브 의상이나 유닛의 구성, 라이브에서 사용할 악곡, 리더 등을 변경할 수 있다.

### 재봉소
무대 의상이나 악세서리 등을 구입할 수 있다.

## 수록된 악곡
| 카탈로그    | 제목                         | 최초 수록                                                  | 비고                                                                             |
| ----------- | ---------------------------- | ---------------------------------------------------------- | -------------------------------------------------------------------------------- |
| 초기 수록곡 | Happy!!                      | 신곡                                                       | 퀀텟 및 올스타 대응                                                              |
| 초기 수록곡 | ザ・ライブ革命でSHOW!        | 신곡                                                       | 퀀텟 및 올스타 대응                                                              |
| 초기 수록곡 | THE IDOLM@STER               | 아케이드 판                                                |                                                                                  |
| 초기 수록곡 | my song                      | L4U                                                        |                                                                                  |
| 초기 수록곡 | 私はアイドル♡                | Xbox360 판                                                 |                                                                                  |
| 초기 수록곡 | GO MY WAY!!                  | Xbox360 판                                                 |                                                                                  |
| 초기 수록곡 | Honey Heartbeat              | THE IDOLM@STER 2                                           | 퀀텟 대응                                                                        |
| 초기 수록곡 | キミ＊チャンネル             | ONE FOR ALL                                                |                                                                                  |
| 초기 수록곡 | READY!!                      | TV 애니메이션 《THE IDOLM@STER》                           | 퀀텟 대응                                                                        |
| 초기 수록곡 | CHANGE!!!!                   | TV 애니메이션 《THE IDOLM@STER》                           | 퀀텟 대응                                                                        |
| 초기 수록곡 | 自分REST@RT                  | TV 애니메이션 《THE IDOLM@STER》                           | 퀀텟 대응                                                                        |
| 초기 수록곡 | 99 Nights                    | ONE FOR ALL                                                | 퀀텟 대응                                                                        |
| 초기 수록곡 | ビジョナリー                 | SHINY FESTA                                                |                                                                                  |
| 초기 수록곡 | edeN                         | SHINY FESTA                                                |                                                                                  |
| 초기 수록곡 | Vault That Borderline!       | SHINY FESTA                                                |                                                                                  |
| 초기 수록곡 | 七彩ボタン                   | THE IDOLM@STER 2                                           |                                                                                  |
| 초기 수록곡 | キラメキラリ                 | 음반 《MASTER ARTIST 02 타카츠키 야요이》                  |                                                                                  |
| 초기 수록곡 | いっぱいいっぱい             | 음반 《MASTER ARTIST 10 아키즈키 리츠코》                  |                                                                                  |
| 초기 수록곡 | キラキラいっぱいWAY!!MEDLEY  | 신곡                                                       | 메들리 라이브 전용 <GO MY WAY!!>, <キラメキラリ>, <いっぱいいっぱい>의 메들리    |
| 초기 수록곡 | THE H@PPY LIVE!MEDLEY        | 신곡                                                       | 메들리 라이브 전용 <THE IDOLM@STER>, <ザ・ライブ革命でSHOW!>, <Happy!!>의 메들리 |
| 창간호      | Miracle Night                | 신곡                                                       | 퀀텟 대응                                                                        |
| 창간호      | I Want                       | 음반 《MASTER ARTIST 01 아마미 하루카》                    |                                                                                  |
| 창간호      | 目が逢う瞬間                 | 음반 《MASTER ARTIST 05 키사라기 치하야》                  |                                                                                  |
| 2호         | 僕たちのResistance           | 신곡                                                       |                                                                                  |
| 2호         | オーバーマスター             | SP                                                         | 퀀텟 대응                                                                        |
| 2호         | Do-Dai                       | L4U                                                        |                                                                                  |
| 3호         | アマテラス                   | 신곡                                                       |                                                                                  |
| 3호         | きゅんっ！ヴァンパイアガール | THE IDOLM@STER 2                                           |                                                                                  |
| 3호         | 迷走Mind                     | 음반 《MASTER ARTIST 04 키쿠치 마코토》                    |                                                                                  |
| 4호         | L · O · B · M                | 음반 《MASTER SPECIAL 01 아마미 하루카 · 타카츠키 야요이》 |                                                                                  |
| 4호         | フタリの記憶                 | 음반 《MASTER ARTIST 08 미나세 이오리》                    |                                                                                  |
| 4호         | Here we go!!                 | 아케이드 판                                                |                                                                                  |

## CD

### THE IDOLM@STER PLATINUM MASTER
《플래티넘 스타즈》의 신곡을 수록한 CD 시리즈이다. 일본 컬럼비아에서 발매됐다.